# Comuna Ludești, Dâmbovița
Ludești este o comună în județul Dâmbovița, Muntenia, România, formată din satele Ludești (reședința), Miloșari, Potocelu, Scheiu de Jos, Scheiu de Sus și Telești.
Comuna Ludești este străbătută de DJ702A și DJ702L. Este situată la o distanță de 23 km de orasul Găești și 25 km de orașul reședință de județ, Târgoviște.

## Istoric
Prima atestare documentara datează din 27 mai 1539 într-o scrisoare, de punere în posesie a unei moșii, a lui Radu Paisie,domnul Țării Românești.
La sfârșitul secolului al XIX-lea, comuna Ludești făcea parte din plaiul Dealul-Dâmbovița al județului Dâmbovița și era formată din satele Scheiu, Ludești și Telești, cu 2370 de locuitori. În comună funcționau trei biserici, o școală și trei mori de apă.
În 1925, comuna este consemnată în plasa Bogați a aceluiași județ, având în compunere satele Ludești și Telești, cu 1660 de locuitori.
În 1950, comuna a fost inclusă în raionul Găești din regiunea Argeș, iar în 1968 a revenit la județul Dâmbovița, în componența actuală.

## Biserica
Biserica din Ludești, cu hramul „Adormirea Maicii Domnului”, a fost ridicată în 1680, de către logofătul Stoica Ludescu, cu sprijinul domnitorului Șerban Cantacuzino. Această biserică a fost cercetată de istoricul Nicolae Iorga, probabil în 1936. În biserică sunt înmormântate soția și fiicele logofătului. Biserica a folosit și la protejarea locuitorilor, având la intrarea din pridvor în pronaos o ușă de stejar foarte solidă,care încă păstrează urmele de bardă (sau iatagan) ale năvălitorilor de pe aceste meleaguri.
Dintre preoții care au slujit la biserica din Ludești se remarcă Nicolae Cercel, care a fost și învățător. Acesta a avut 4 băieți și 2 fete. Trei băieți au ajuns la rândul lor preoți. Dintre aceștia, Gheorghe Cercel, învățător, a murit în lupta de la Prunaru-Bujoreni iar Ștefan Cercel, preot, a ajuns deputat, membru în biroul de conducere al Partidului Național Țărănesc. Preotul Matei Mosoia, care a slujit în perioada 1941-1985, a păstrat biserica în perioada grea a comunismului.

## Școala
Școala funcționează din anul 1842. Primul învățător a fost Ion Predescu. Dintre învățătorii și profesorii din Ludești s-au remarcat Nicolae Popescu, din 1865, Ion Mihalache în perioada 1901-1903,Alexandru Dragomirescu, directorul școlii în perioada 1904-1940, Gheorghe I. Marinescu, director în perioada 1940-1944, Marin Vasilescu, în perioada 1923-1966,director în perioada 1944-1966, Mihai Marinescu, profesor de istorie, Nelu Mihăilescu, profesor de matematică, Constantin Murineanu, profesor de Limba Romana si franceza, Florica Andreescu, profesor de istorie, Gheorghe Nițescu, profesor de matematică, Nicolae Ilie, profesor de biologie și chimie.

## Demografie
Componența etnică a comunei Ludești
     Români (59,88%)
     Romi (34,31%)
     Alte etnii (0,08%)
     Necunoscută (5,73%)
Componența confesională a comunei Ludești
     Ortodocși (85,28%)
     Penticostali (8,38%)
     Alte religii (0,49%)
     Necunoscută (5,85%)
Conform recensământului efectuat în 2021, populația comunei Ludești se ridică la 5.062 de locuitori, în scădere față de recensământul anterior din 2011, când fuseseră înregistrați 5.137 de locuitori. Majoritatea locuitorilor sunt români (59,88%), cu o minoritate de romi (34,31%), iar pentru 5,73% nu se cunoaște apartenența etnică. Din punct de vedere confesional, majoritatea locuitorilor sunt ortodocși (85,28%), cu o minoritate de penticostali (8,38%), iar pentru 5,85% nu se cunoaște apartenența confesională.

## Politică și administrație
Comuna Ludești este administrată de un primar și un consiliu local compus din 15 consilieri. Primarul, Laurențiu Mihail Dincă[*], de la Partidul Social Democrat, este în funcție din 2004. Începând cu alegerile locale din 2024, consiliul local are următoarea componență pe partide politice:
|  | Partid                                | Consilieri | Componența Consiliului | Componența Consiliului | Componența Consiliului | Componența Consiliului | Componența Consiliului | Componența Consiliului | Componența Consiliului | Componența Consiliului | Componența Consiliului | Componența Consiliului |
|  | ------------------------------------- | ---------- | ---------------------- | ---------------------- | ---------------------- | ---------------------- | ---------------------- | ---------------------- | ---------------------- | ---------------------- | ---------------------- | ---------------------- |
|  | Partidul Social Democrat              | 10         |                        |                        |                        |                        |                        |                        |                        |                        |                        |                        |
|  | Uniunea Creștin Democrată din România | 2          |                        |                        |                        |                        |                        |                        |                        |                        |                        |                        |
|  | Partidul Național Liberal             | 2          |                        |                        |                        |                        |                        |                        |                        |                        |                        |                        |
|  | Alianța pentru Unirea Românilor       | 1          |                        |                        |                        |                        |                        |                        |                        |                        |                        |                        |

## Personalități
- Stoica Ludescu(1612-1695), cronicar muntean, autor al Letopisețului Cantacuzinesc;
- Ion Mihalache (1882-1953), om politic, învățător la Ludești între 1902-1904;
- Mihail Vasilescu (1941-2021), profesor universitar la Facultatea de Istorie a Universității Alexandru Ioan Cuza din Iași;
- Emil-Luciu Vasilescu (n. 1938), scriitor, critic, ziarist;
- Nicolae Vasile (n. 1954), inginer,inventator,profesor universitar, membru al Academiei de Științe Tehnice din România;
- Anton Hadăr (n. 1958), inginer, inventator, profesor universitar.